# Laughton en le Morthen
Laughton en le Morthen – wieś w Anglii, w hrabstwie ceremonialnym South Yorkshire, w dystrykcie metropolitalnym Rotherham. Leży 18 km na wschód od miasta Sheffield i 221 km na północ od Londynu. W 2001 miejscowość liczyła 1185 mieszkańców.